# Balıkesirspor
Maillots
Balıkesirspor Kulübü est un club turc de football basé à Balıkesir.
Le club évolue à deux reprises en première division, en 1975-1976, puis en 2014-2015. Le club se classe à chaque fois bon dernier du championnat.

## Historique
- 1966 : fondation du club.
- 1975 : le club est promu en Première division turque pour la première fois de son histoire.
- 2014 : le club est à nouveau en 1re division 39 ans après.

## Palmarès
- Championnat de Turquie de deuxième division :
  - Champion : 1975.

- Championnat de Turquie de troisième division :
  - Champion : 1993, 2013.

## Parcours
- Championnat de Turquie : 1975-1976, 2014-2015
- Championnat de Turquie D2 : 1966-1975, 1976-1986, 1992-1996, 2015-
- Championnat de Turquie D3 : 1986-1992, 1997-2001, 2010-2013
- Championnat de Turquie D4 : 2006-2010